# Kavango-Ost
Kavango-Ost (englisch Kavango East) ist eine der 14 Regionen von Namibia. Sie ging durch Teilung der Region Kavango am 9. August 2013 hervor.
Die Region hat (Stand 2023) knapp 219.000 Einwohner auf einer Fläche von gut 23.988 km². Regionshauptstadt ist Rundu, die nach Windhoek zweitgrößte Stadt Namibias.

## Geographie
Die Region Kavango-Ost liegt im Nordosten Namibias und wird von der Grenze nach Angola am Okavango im Norden begrenz. Im Osten reicht die Region mi it dem Wahlkreis Mukwe bis weit in den Caprivizipfel. Dort im Süden und im Südosten bildet die Grenze zwischen Botswana und Namibia die Grenze der Region. Im Süden grenz Kavango-Ost an die namibische Region Otjozondjupa und im Westen an die Region Kavango-West.

## Bevölkerung
Die Region ist nach der hier lebenden Volksgruppe der Kavango benannt.  Gemäß der Volkszählung in Namibia aus dem Jahr 2023 setzen sich die 218.421 Einwohner zu 53,2 Prozent aus Frauen und 46,8 Prozent Männern zusammen. Das Bevölkerungswachstum zwischen 2011 und 2023 lag bei knapp vier Prozent. Die Geburtenrate beträgt 4,3 Kinder pro Frau. Fast 57 Prozent der Einwohner leben in urbanem Raum. Die Einwohnerdichte in Kavango-Ost beträgt 9,1 Einwohner pro Quadratkilometer und liegt damit deutlich über dem namibischen Durchschnitt.
46 Prozent der Inewohner von Kavango-Ost sprechen RuKwangali, mehr als jeder fünfte Sprachen aus dem Nachbarland Angola, darunter vor allem Nyemba, 18 Prozent Gciriku und etwa fünf Prozent Oshivambo.

## Wirtschaft
Die Arbeitslosenquote in Kavango-Ost lag im Jahr 2024 bei 52 Prozent und war damit die zweithöchste aller Regionen von Namibia.
ReconAfrica hat 2021 mit der umstrittenen Exploration von Erdöl in der Region begonnen.

## Verwaltung
Bei den ersten Regionalratswahlen 2015 in der Region, ging die SWAPO als klarer Sieger hervor. Die Partei gewann alle sieben Sitze im Regionalrat. Fünf Jahre später gewann die SWAPO 5, ein unabhängiger Kandidat 1 Sitz.

Wahlkreise in Kavango-Ost

Die Region Kavango-Ost gliedert sich in sieben Wahlkreise:
1. Mashare
2. Mukwe
3. Ndiyona
4. Ndonga Linena
5. Rundu-Land
6. Rundu-Stadt

Zudem finden sich (Stand Dezember 2015) in der Region zwei Lokalverwaltungen:
- Divundu
- Rundu